# Young Jack Thompson
Young Jack Thompson est un boxeur américain né le 17 août 1904 et mort le 11 avril 1946 à Los Angeles, Californie.

## Carrière
Passé professionnel en 1922, il devient champion du monde des poids welters le 9 mai 1930 après sa victoire aux points contre Jackie Fields. Battu le 5 septembre suivant par Tommy Freeman, Thompson prend sa revanche le 14 avril 1931 puis perd définitivement son titre face au canadien Lou Brouillard le 23 octobre 1931. Il met un terme à sa carrière en 1932 sur un bilan de 74 victoires, 31 défaites et 12 matchs nuls.